# Суперкубок Англии по футболу 1924
Суперкубок Англии по футболу 1924 года (англ. 1924 FA Charity Shield) — одиннадцатый розыгрыш Суперкубка Англии, проводимого Футбольной ассоциацией Англии в целях сбора средств на благотворительность. В этом футбольном матче, как и в прошлом году, приняли участие команды профессиональных футболистов и любителей. Матч прошёл 6 октября 1924 года в Лондоне.
В отличие от прошлогодней игры, матч оказался более состязательным: любители сыграли гораздо увереннее, хотя профессионалы и выиграли со счётом 3:1
Команды играли в разных стилях: профессионалы старались удерживать владение мячом, пытаясь открыть зоны для атаки при помощи комбинационной игры, тогда как любители использовали более простую тактику с длинными навесами и «старой доброй борьбой плечо в плечо». В первом тайме зрители голов не увидели, хотя Тед Тейлор сделал несколько хороших сейвов. После перерыва счёт в матче открыл Билли Уокер, а затем Эдгар Кейл сравнял счёт. В концовке матча «профессионалы» сумели забить два гола: отличились Чарли Бакен и затем снова Уокер.

## Отчёт о матче
| Профессионалы   | 3:1     | Любители |
| --------------- | ------- | -------- |
| - Уокер - Бакен | (отчёт) | Кейл     |

|     |    |                                       |
|     |    |                                       |
| Вр  | 1  | Тед Тейлор (Хаддерсфилд Таун)         |
| Защ | 2  | Алф Бейкер (Арсенал)                  |
| Защ | 3  | Сэм Уодсворт (Хаддерсфилд Таун)       |
| Хав | 4  | Фрэнк Мосс (Астон Вилла)              |
| Хав | 5  | Генри Хиллесс (Блэкберн Роверс)       |
| Хав | 6  | Джордж Грин (Шеффилд Юнайтед)         |
| Нап | 7  | Джеймс Спенсер (Вест Бромвич Альбион) |
| Нап | 8  | Чарли Бакен (Сандерленд)              |
| Нап | 9  | Гарри Бедфорд (Блэкпул)               |
| Нап | 10 | Билли Уокер (Астон Вилла)             |
| Нап | 11 | Фред Танстолл (Шеффилд Юнайтед)       |

|     |    |                                     |
|     |    |                                     |
| Вр  | 1  | Джеймс Митчелл (Манчестер Сити)     |
| Защ | 2  | Э. Спенсер (Бишоп Окленд)           |
| Защ | 3  | Алфред Бауэр (Коринтиан)            |
| Хав | 4  | Алберт Барретт (Саутгемптон)        |
| Нап | 5  | Клод Аштон (Коринтиан)              |
| Хав | 6  | Фред Юэр (Кэжуалз)                  |
| Нап | 7  | Р. Дж. Дженкинс (Лондон Политекник) |
| Нап | 8  | Эдгар Кейл (Далидж Хэмлет)          |
| Нап | 9  | Вивиан Гиббинс (Клэптон)            |
| Нап | 10 | Фрэнк Хартли (Оксфорд Сити)         |
| Нап | 11 | Лейтенант Джеки Хеган (Армия)       |